# Solveig Rogstad

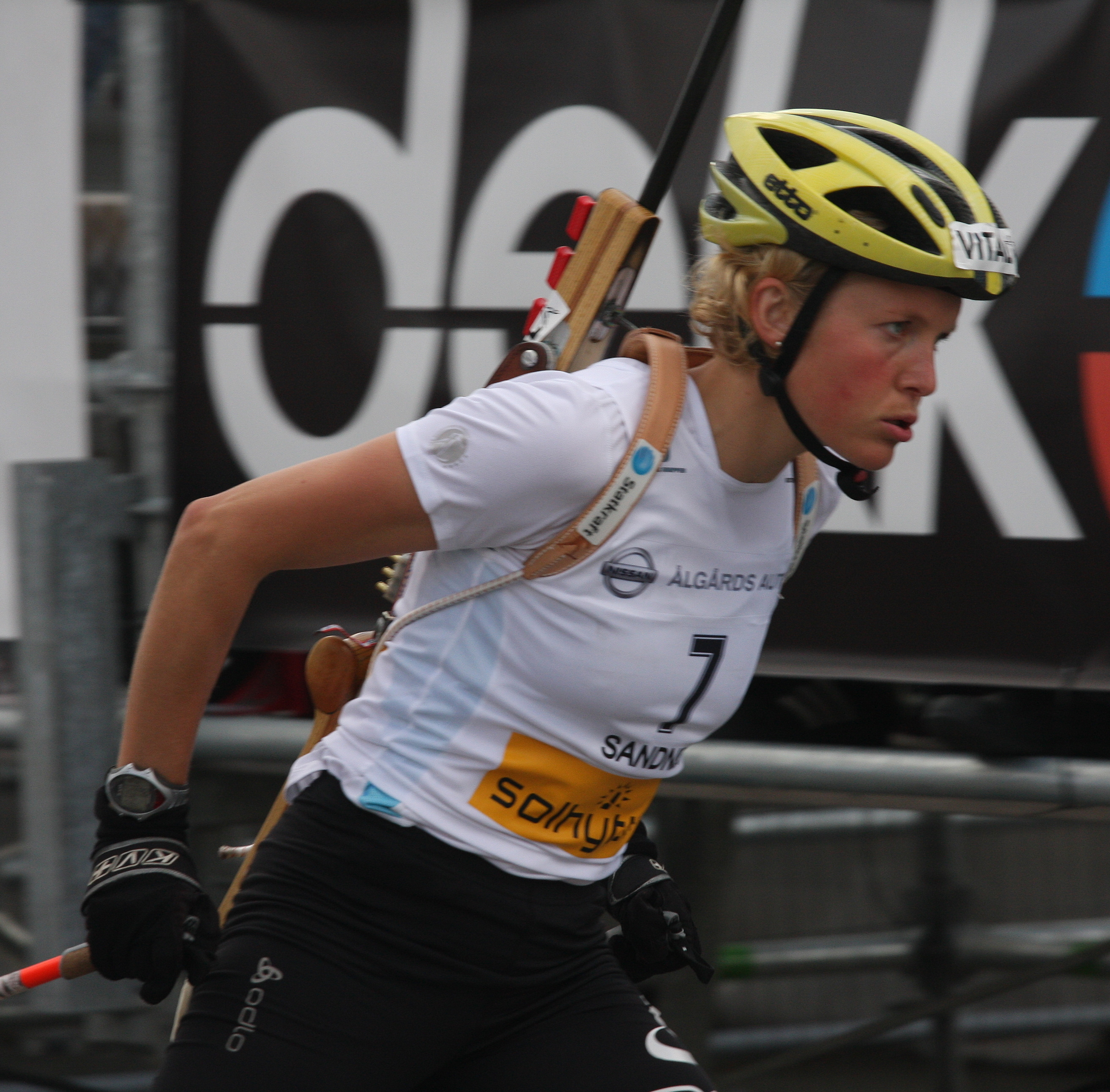
Solveig Rogstad

Solveig Rogstad, född den 31 juli 1982, är en norsk skidskytt.
Rogstad slog igenom vid junior-VM 2001 där hon blev fyra i sprint. I världscupen har hon tävlat sedan säsongen 2006/2007 och hennes första seger är vinsten i jaktstart i tyska Ruhpolding den 13 januari 2008.